# Mehmet Âkif Ersoy

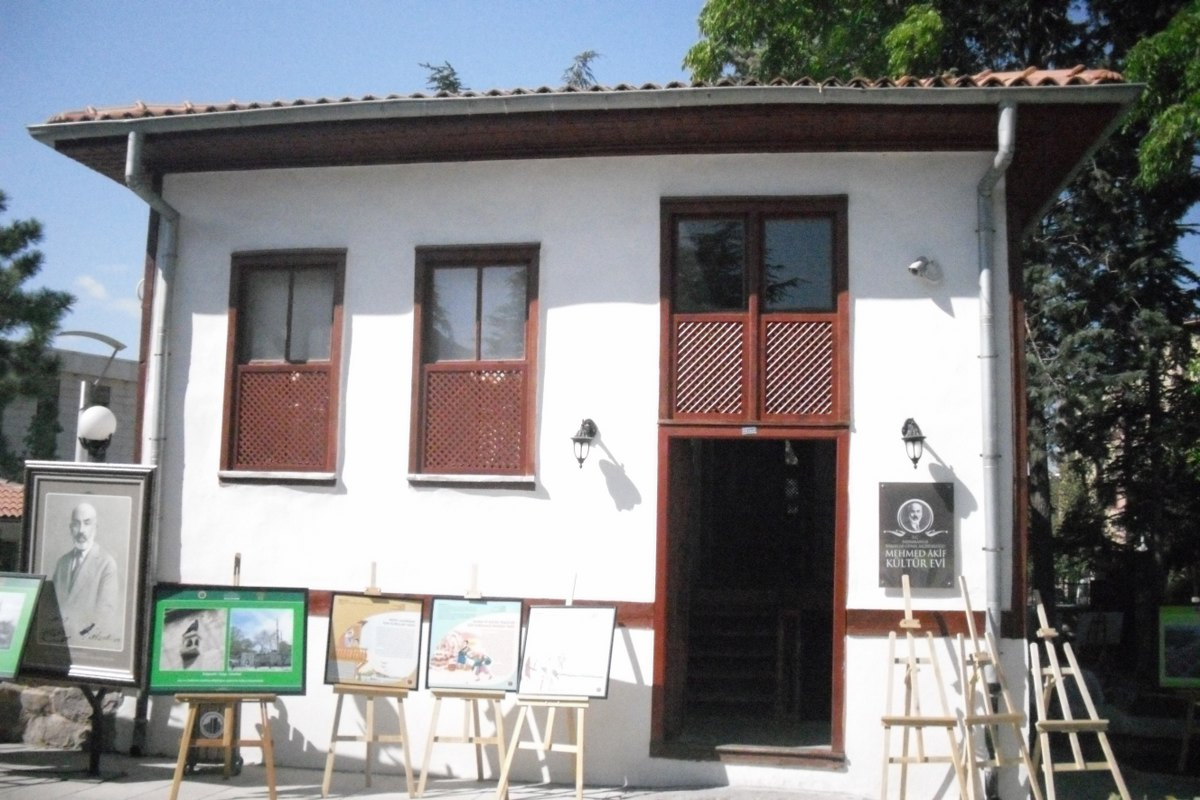
Muzeum Ersoya w Ankarze

Mehmet Âkif Ersoy właśc. Mehmet Akif Pejani (ur. 20 grudnia 1873 w Fatih, zm. 27 grudnia 1936 w Stambule) – turecki weterynarz, poeta i polityk pochodzenia albańskiego, twórca tureckiego hymnu narodowego.

## Życiorys
Urodził się w Fatih (obecnie dzielnica Stambułu) jako syn Albańczyka İpekli Tahir Efendiego, nauczyciela w miejscowej medresie i Emine Şerife Hanım, pochodzenia turecko-uzbeckiego.
Kształcił się w szkole w Fatih, ale z powodu śmierci ojca i pożaru domu był zmuszony przerwać naukę i rozpocząć pracę zarobkową. Po kilku latach wstąpił do Szkoły Weterynaryjnej (Mülkiye Baytar Mektebi), którą ukończył z wyróżnieniem w 1893.
W tym samym roku rozpoczął pracę w ministerstwie rolnictwa. Przez dwa lata pracował w Kosowie, a następnie w Anatolii. Jednocześnie zajmował się badaniem sytuacji zdrowotnej mieszkańców, próbując propagować wśród nich zasady higieny. W 1913 Ersoy zrezygnował z posady państwowej i poświęcił się dziennikarstwu, wydając wraz z przyjaciółmi pismo Müdafaa-i Milliye Heyeti, sprzyjające ideom przemian społecznych w Turcji. W tym czasie zaczął też publikować pierwsze utwory poetyckie.
Po podpisaniu upokarzającego dla Turcji traktatu w Sèvres Ersoy zaangażował się w działalność patriotyczną. W meczetach Anatolii wygłaszał mowy patriotyczne. Szczególne znaczenie miało jego przemówienie, które wygłosił w meczecie Nasrullah w Kastamonu, gdzie potępił traktat w Sevres i wezwał miejscową ludność do walki z „zachodnioeuropejskimi kolonialistami”. Treść tego przemówienia wydrukowano w Ankarze i rozpowszechniano wśród tureckich żołnierzy.
12 marca 1921 Wielkie Zgromadzenie Narodowe Turcji przyjęło Marsz Niepodległości (İstiklâl Marşı), napisany przez Ersoya, jako turecki hymn narodowy. Po 1923 Ersoy zajął się nauczaniem historii i literatury na uczelniach tureckich. Poddany ostrej krytyce przez nacjonalistów tureckich w 1926 udał się do Kairu na dobrowolne wygnanie. W Egipcie wykładał literaturę turecką na Uniwersytecie Kairskim. W 1936, w czasie wizyty w Libanie nabawił się malarii i powrócił do kraju, gdzie wkrótce zmarł.
Pochowany na cmentarzu Edirnekapı w Stambule. Był pierwszą osobą w historii Turcji, na której pogrzebie zagrano turecki hymn narodowy.

## Dzieła

### Safahat
Najbardziej znanym dziełem, które pozostawił po sobie Ersoy, jest zbiór 44 wierszy noszący tytuł Safahat, wydany w 1911. Tekst hymnu narodowego także znalazł się początkowo w tym zbiorze jako osobny utwór.

### Inne dzieła
- 1912: Süleymaniye Kürsüsünde (W fotelu Süleymaniye)
- 1913: Hakkın Sesleri (Głosy Boga)
- 1914: Fatih Kürsüsünde (W fotelu Fatih)
- 1917: Hatıralar (Wspomnienia)
- 1921: Kastamonu Nasrullah Kürsüsü'nde (W fotelu meczetu Nasrullah)
- 1924: Asım
- 1933: Gölgeler (Cień)
- 1944: Kur'an'dan Ayet ve Hadisler (pośmiertnie)

## Upamiętnienie

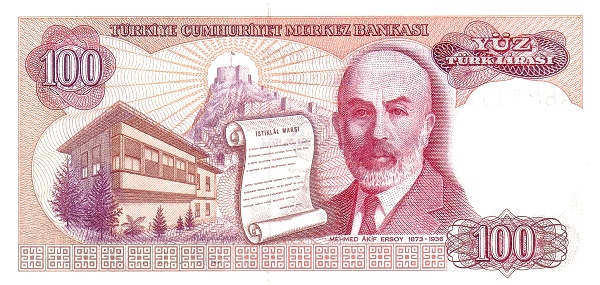
Podobizna Ersoya na banknocie

Imię Ersoya nosi uniwersytet w Burdurze. Podobizna poety w latach 80. znalazła się na rewersie banknotu 100 lirowego.